# Толстой, Михаил Михайлович (1835)
Граф Михаи́л Миха́йлович Толсто́й (24 июня (6 июля) 1835 — 15 (27) мая 1898) — одесский общественный деятель, гласный городской думы, почётный попечитель Ришельевской гимназии, камергер.

## Биография
Сын Михаила Дмитриевича Толстого и жены его Екатерины Михайловны (урожд. Комбурлей) родился 24 июня (6 июля) 1835 года. Внук сенатора М. И. Комбурлея.
В 1840-е годы переехал с родителями в Одессу.
В 1855 году окончил Ришельевский лицей и 25 октября поступил на службу; 8 января 1882 года был произведён в чин действительного статского советника.
После выхода в отставку посвятил себя общественной деятельности и благотворительности. Избирался гласным Одесской городской думы, в которой состоял председателем театральной комиссии. Около десяти лет был директором вновь построенного городского театра. Состоял в придворном звании камергера (с 1874).
Кроме того, состоял почётным мировым судьёй города Одессы, почётным попечителем Ришельевской гимназии, членом комитета Одесского общества покровительства отбывшим наказание и бесприютным. В 1886 году вместе с отцом стал учредителем Одесского общества исправительных приютов. Высказал мысль о создании в Одессе городской станции скорой помощи, которая была открыта в 1903 году.
Был крупным землевладельцем; имел более 12 тысяч десятин земли в Херсонской губернии, почти 5 тысяч — в Харьковской губернии, почти 10 тысяч — в Таврической губернии. Занимал роскошный особняк на Сабанеевом мосту, 6 (ныне Дом учёных).
Был награждён орденами Св. Станислава 2-й ст (1869), Св. Анны 2-й ст. (1893), Св. Владимира 4-й ст. (1898).
Умер в Одессе 15 (27) мая 1898 года от туберкулеза легких. Был похоронен на Старом кладбище.

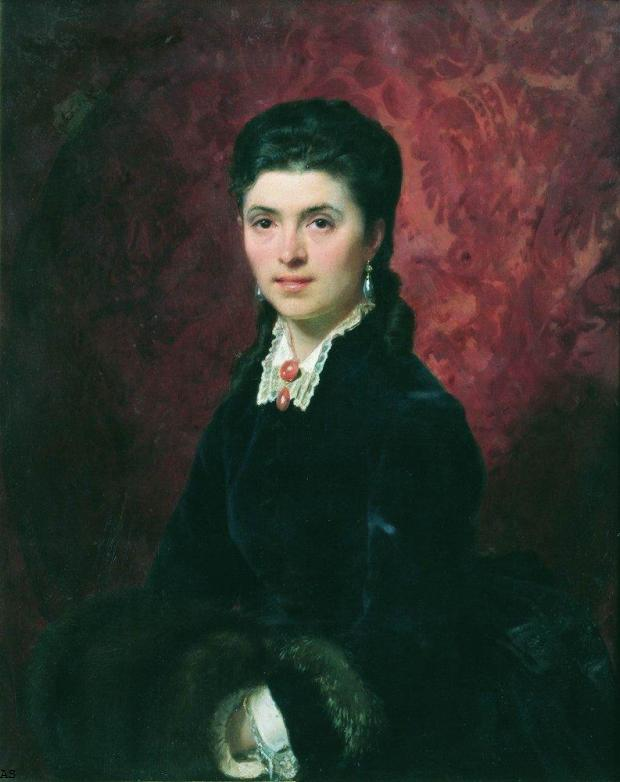
Графиня Е. Г. Толстая

## Семья
С 1868 года женат на Елене Григорьевне Смирновой (1848—1926), бывшей прачке. Их сыновья:
- Константин (ум. 1890), умер, находясь на лечении во Франции.
- Михаил (1863—1927), общественный деятель, коллекционер и меценат.